# Ave Alavainu
Ave Alavainu (* 4. Oktober 1942 in Tartu; † 3. April 2022) war eine estnische Schriftstellerin.

## Leben
Alavainu besuchte in Tallinn von 1954 bis 1961 das Gymnasium und studierte ab 1962 am dortigen Pädagogischen Institut Estnische Philologie. Von 1964 bis 1967 setzte sie ihr Studium an der Universität Tartu fort, brach es jedoch im dritten Studienjahr ab. 1968 schloss sie das Vanemuine-Bühnenstudio als Schauspielerin ab. Danach arbeitete sie allerdings vor allem als Journalistin bei verschiedenen Zeitungen und Zeitschriften. Ab 1976 war sie in verschiedenen pädagogischen Berufen tätig.
Ave Alavainu war seit 1987 Mitglied des Estnischen Schriftstellerverbandes und lebte in Kärdla auf Hiiumaa.

## Werk
Alavainu debütierte 1966 mit Gedichten in der Presse und legte 1973 ihr erstes Buch vor. Hierin sah die Kritik teilweise „traditionelle Liebeslyrik“, betonte aber gleichzeitig mehrfach die „erotische Erfahrung“ und das „erotische Gefühl“, das hierin zum Ausdruck kommt. Ein Kritiker zog sogar Vergleiche zu Ralf Rond, dessen Buch in der Zwischenkriegszeit wegen Unsittlichkeit eingestampft wurde, und meinte, dass die Dichtung für unter Sechzehnjährige nicht zu empfehlen sei.
Auch bei ihren weiteren Gedichtbänden wurde bisweilen die Liebeslyrik lobend hervorgehoben, wenngleich es auch deutlich kritischere Stimmen gab. Im Gesamtbild der estnischen Lyrik wurden Ähnlichkeiten zu Johnny B. Isotamm entdeckt, und tatsächlich kann man ein innovatives Element in ihrer Sammlung von 2002 ausmachen, die aus losen Blättern besteht und den bezeichnenden Titel Lieder zum Austeilen trägt.
Mit ihrem Briefroman Wer von uns ist Napoleon? (1987) legte sie ihre Prosadebüt vor, worin detailliert auf die Geschlechterdifferenz eingegangen wird. Der Roman ist auch als „psychologischer Roman“ bezeichnet worden. Die Kritik sah hierin eine deutliche Betonung des Unterschiedes zwischen Mann und Frau, meinte aber auch „de-emanzipatorische“ Tendenzen feststellen zu können.
Ave Alavainu verfasste außerdem auch Kinderliteratur.

## Bibliographie
- Väga väike värsiraamat ('Ein sehr kleines Versbuch'). Eesti Raamat, Tallinn 1973.
- Mul on vaid sõnad ('Ich habe nur Wörter'). Eesti Raamat, Tallinn 1977.
- Veel üks võimalus ('Noch eine Möglichkeit'). Eesti Raamat, Tallinn 1982.
- Kes meist on Napoleon? Autopatoloogiline romaan kirjades ('Wer von uns ist Napoleon? Autopathologischer Roman in Briefen'). Eesti Raamat, Tallinn 1987.
- Hiiumaal. 1. vihik. Luuletusi 1976 1992 ('Auf Hiiumaa. 1. Heft. Gedichte 1976–1992'). Kärdla: AS Hiiukoda 1992.
- Prügimägi ('Müllberg'). Tallinn: Faatum 1995.
- Laulud laialilaotamiseks ('Lieder zum Austeilen'). s. l.: s.n. 2002.
- Minekulaulud ('Abschiedslieder'). s. l.: Kentaur 2005.
- Rong katusel ('Der Zug auf dem Dach'. Prosaauswahl). s. l.: Kentaur 2008.
- Harilik seep ('Gewöhnliche Seife'). s. l.: s.n. 2011.
- Vaid ühel hetkel ('Nur in einem Moment'). s. l.: Pelagis 2013.
- Koondatud ('Versammelt'. Gesammelte Gedichte). s. l.: Kentaur 2014.

## Sekundärliteratur
- Vaime Kabur: Rahutus rütmis. In: Looming 2/1974, S. 342–343.
- Oskar Kruus: Kolm debüüti. In: Keel ja Kirjandus 7/1974, S. 437–439.
- Ele Süvalep: Mida te loete, prints?. In: Looming 5/1978, S. 869–871.
- Rein Tootmaa: Võilillehulluse poeesia. In: Looming 11/1982, S. 1573–1575.
- Kärt Hellerma: Loomingupsühholoogiline Alavainu. In: Keel ja Kirjandus 1/1983, S. 40–41.
- Holger Kaints: Doktor… Napoleon…. In: Sirp ja Vasar 47/1987, 20. November.
- Maimu Berg: Anna N-I üksindus. In: Keel ja Kirjandus 8/1987, S. 503–504.
- ho: Objektina subjekti. In: Estonia 3/1987, S. 137.
- Rein Tootmaa: Jääda ellu pärast oma surma ehk teel desemantsipatsiooni poole. In: Vikerkaar 6/1988, S. 73–75.
- Ann Must: Sekeldaja prügimäe veerel. In: Looming 3/1996, S. 421–423.